# Torneio Seletivo Superliga Brasileira de Voleibol Feminino de 2016 - Série A
 Torneio Seletivo Superliga Brasileira de Voleibol Feminino - Série A de 2016 foi a segunda edição da competição organizada anualmente pela CBV na qual reúnem-se os clubes desclassificados na  Superliga Brasileira B  e s últimas colocadas na Superliga Brasileira A, disputada de 25 a 27 de março de 2016, na cidade de São José dos Pinhais, no estado do Paraná. Ao final da competição o Fluminense, estreante nesta competição, conquista o título vencendo todos os jogos alcançou a promoção a elite do voleibol nacional para disputar a seguinte Superliga Brasileira A 2016-17.

## Equipes participantes
O torneio reuniu a equipe vice-campeã da Superliga Brasileira B, o clube da cidade sede do Torneio Seletivo de 2016 (eliminado na Superliga Brasileira B) e os clubes rebaixados da Superliga Brasileira A 2015-16, foram estes os participantes desta edição:
| Equipe                  | Cidade                | Última participação   | Temporada 2015/2016 |
| ----------------------- | --------------------- | --------------------- | ------------------- |
| Fluminense F.C          | Rio de Janeiro        | estreante             |                     |
| São José dos Pinhais    | São José dos Pinhais  | estreante             |                     |
| Renata Valinhos Country | Valinhos              | Torneio Seletivo 2015 | 1º                  |
| São Bernardo Vôlei      | São Bernardo do Campo | estreante             |                     |

## Fase classificatória

### Classificação
- Vitória por 3 sets a 0 ou 3 a 1: 3 pontos para o vencedor;
- Vitória por 3 sets a 2: 2 pontos para o vencedor e 1 ponto para o perdedor.
- Não comparecimento, a equipe perde 2 pontos.
- Em caso de igualdade por pontos, os seguintes critérios servem como desempate: número de vitórias, razão de sets e razão de ralis.

O vencedor foi o clube que fez maior número de pontos
|     |                         |     | Jogos | Jogos | Jogos | Resultados | Resultados | Resultados | Resultados | Resultados | Resultados | Sets | Sets | Sets  | Pontos | Pontos | Pontos |
| Pos | Equipe                  | Pts | T     | V     | D     | 3–0        | 3–1        | 3–2        | 2–3        | 1–3        | 0–3        | V    | P    | R     | V      | P      | R      |
| --- | ----------------------- | --- | ----- | ----- | ----- | ---------- | ---------- | ---------- | ---------- | ---------- | ---------- | ---- | ---- | ----- | ------ | ------ | ------ |
| 1   | Fluminense F.C          | 8   | 3     | 3     | 0     | 0          | 2          | 1          | 0          | 0          | 0          | 9    | 4    | 2.250 | 307    | 286    | 1.073  |
| 2   | Renata Valinhos Country | 7   | 3     | 2     | 1     | 1          | 1          | 0          | 1          | 0          | 0          | 8    | 4    | 2,000 | 283    | 235    | 1.204  |
| 3   | São José dos Pinhais    | 3   | 2     | 1     | 1     | 1          | 0          | 0          | 0          | 1          | 0          | 4    | 3    | 1.333 | 193    | 232    | 0.832  |
| 4   | São Bernardo Vôlei      | 0   | 3     | 0     | 3     | 0          | 0          | 0          | 0          | 2          | 1          | 2    | 9    | 0.222 | 236    | 266    | 0.887  |

### Resultados
A tabela da competição foi divulgada em 22 de março de 2016.
Para um dado resultado encontrado nesta tabela, a linha se refere ao mandante e a coluna, ao visitante.
|                         | VAL | SBV | FLU | SJP |
| ----------------------- | --- | --- | --- | --- |
| Renata Valinhos Country | –   | 3-1 | 2-3 | 3-0 |
| São Bernardo Vôlei      | 1-3 | –   | 0–3 | 1-3 |
| Fluminense F.C          | 3–1 | 3–2 | –   | 3-1 |
| São José dos Pinhais    | 3–0 | 1–3 | 0-3 | –   |